# Atomu Tanaka
Atomu Tanaka (jap. 田中 亜土夢, Tanaka Atomu; * 4. Oktober 1987 in Niigata, Präfektur Niigata) ist ein japanischer Fußballspieler.

## Karriere

### Vereine
Tanaka besuchte die Begabtenoberschule in Maebashi (Maebashi Ikuei Kōtō Gakkō), die eine große Anzahl an J.League-1- und -2-Spielern hervorgebracht hat.
Er spielte neun Jahre beim japanischen Erstligisten Albirex Niigata und wechselte im Frühjahr 2015 zu HJK Helsinki. 2018 kehrte er wieder nach Japan zurück und spielte bei Cerezo Osaka. 2020 schloss er sich erneut dem HJK Helsinki an und spielte dort bis Ende 2024. Seit Anfang Januar 2025 steht er beim FC KTP unter Vertrag.

### Nationalmannschaft
Tanaka gab sein Debüt bei der japanischen U-20-Nationalmannschaft am 1. Juli 2007 beim 3:1-Sieg gegen Schottland. Er absolvierte noch zwei weitere Spiele für die U-20 und eines für die U-21.

## Erfolge
HJK Helsinki
- Veikkausliiga: 2017, 2020, 2021, 2022
- Pokal-Sieger: 2016/17, 2020
- Ligapokal: 2015, 2023

Cerezo Osaka
- Supercup: 2018